# نهر بانداروان
نهر بانداروان (بالملايوية: Sungai Pandaruan)‏ هو نهر دولي في جزيرة بورنيو. يقع مصب النهر على خليج بروناي.

## الجغرافيا
يشكل النهر جزءًا من الحدود الدولية بين بروناي وماليزيا. يفصل النهر بين مقاطعة ليمبانج وسراوق في ماليزيا ومنطقة تيمبورونغ، وهي منطقة معزولة في بروناي.
يعبر النهر في سراوق بماليزيا وأوجونج جالان في تيمبورونغ، في بروناي. افتتح جسر بانداروان المعروف أيضًا باسم جسر الصداقة بين بروناي وماليزيا، مكّن افتتاح الجسر في 8 ديسمبر 2013 من إيقاف خدمة عبّارات المركبات، والتي كانت الوسيلة الوحيدة للمركبات لعبور النهر. لدى بروناي وماليزيا نقاط تفتيش حدودية في هذه المواقع.